# Colin Jeavons
Colin Jeavons (n. 20 octombrie 1929, Newport, Țara Galilor, Regatul Unit) este un actor galez de televiziune.

## Carieră
Jeavons este renumit pentru rolul inspectorul Lestrade din serialul TV Aventurile lui Sherlock Holmes, produs de Granada Television, sau ca angajat al firmei de pompe funebre Shadrack în sitcomul scris de Keith Waterhouse și Willis Hall după romanul Billy Liar al lui Waterhouse. El a interpretat vocea lui Barnaby the Bear și a cântat cântecul personajului.
Pete Stampede și Alan Hayes au scris despre Jeavons pe pagina The Avengers Guest Biography că acesta este "unul dintre acei subevaluați actori secundari mereu prezenți, care nu au avut niciodată o interpretare slabă" și ca un personaj obsedat de OZN-uri în comedia SF Kinvig, a "furat sincer spectacolul în fiecare săptămână".
Rolul său cel mai aclamat a fost cel al copilului neglijat și abuzat, Donald, în Blue Remembered Hills (1979) regizat de Dennis Potter. El a avut, de asemenea, un rol proeminent în adaptarea pentru televiziune a House of Cards (1990) de Michael Dobbs, ca Tim Stamper, aliatul lui Francis Urquhart (interpretat de Ian Richardson). Personajul a revenit - promovat inițial ca șef al conservatorilor, apoi președinte al partidului - în continuarea To Play the King. El a fost deja binecunoscut în anii '60 în rolul lui Uriah Heep în prima adaptare pentru televiziune a romanului David Copperfield de Charles Dickens, realizată de BBC TV în 1965. A avut roluri și în alte adaptări ale operei lui Dickens, inclusiv The Old Curiosity Shop, Marile speranțe și Bleak House.
În 1963 l-a interpretat pe extrem de reticentul personaj Vadassy forțat să se ocupe de spionaj în Epitaph For a Spy pentru BBC Television. El este cunoscut ca actor care interpretează roluri de personaje din adaptările TV ale operelor literare clasice; el a prezentat o perioadă spectacolul Play School. El a jucat "cu o autoritate rece", după cuvintele scriitorului David Stuart Davies, pe profesorul Moriarty în The Baker Street Boys (1982) și pe inspectorul Lestrade în serialul Aventurile lui Sherlock Holmes (cu Jeremy Brett în rolul principal) produs de Granada Television. Producătorul  Michael Cox al seriilor Sherlock Holmes realizate de Granada Television a declarat franc că ei l-au dat pe cel mai bun Lestrade al generației sale.
În 1984, a jucat rolul filozofului existențialist Soren Kierkegaard în episodul "Prometheus Unbound" al serialului BBC Sea of Faith bazat pe lucrările lui Don Cupitt.
În 1986 a jucat în Paradise Postponed. În 1985, l-a interpretat pe Adolf Hitler în Hitler's SS: Portrait in Evil. El a jucat de asemenea în serialul The Underwater Menace (1966) din seria Doctor Who și în K-9 and Company (1981); în rolul lui Briggs, avocatul care oprește căsătoria între Jane și Rochester în versiunea BBC Jane Eyre (1983), de două ori în serialul TV The Avengers (în "A Touch of Brimstone" și "The Winged Avenger") și o dată în Adam Adamant Lives! ca un creator de modă driminal.
Fiul său mai mare, Barney Jeavons, a condus trupa britanică rock Ruben. În 2007 el a revenit și, purtând o barbă mare, l-a interpretat pe generalul enigmatic în videoclipul pop "Blood, Bunny, Larkhall" al trupei Reuben. În spatele scenei,  Jeavons a explicat pe scurt câteva dintre punctele culminante ale carierei sale de actor.